# Ruislip Manor Farm
Ruislip Manor Farm är en medeltida gårdsanläggning i England. Den ligger i Ruislip, 20 km väster om centrala London. 
Gårdsanläggningen består av en ladugård som uppfördes omkring 1280 och ett gårdshus från 1500-talet. I närheten finns också lämningar efter en motteborg (enklare borg) som tros ha byggts strax efter normandernas erövring av England 1066.